# ロンドン・キーズ
ロンドン・キーズ（London Keyes、1989年8月18日 - ）は、アメリカ合衆国のポルノ女優。ワシントン州シアトル出身。